# Elecciones parlamentarias de Irlanda del Norte de 2022
Las elecciones parlamentarias anticipadas de Irlanda del Norte de 2022 se realizaron en dicho país constituyente británico el 5 de mayo del mencionado año. Se dieron como resultado del colapso del gobierno debido a la renuncia del ministro principal Paul Givan como protesta por el Protocolo de Irlanda del Norte.

## Sistema electoral
La Asamblea está compuesta por 90 (antes 108) miembros, eligiéndose 5 (antes 6) representantes por cada uno de los 18 distritos por representación proporcional.

## Resultados
| Partido                            | Partido                                | Votos     | %      | Escaños | +/–         |
| ---------------------------------- | -------------------------------------- | --------- | ------ | ------- | ----------- |
|                                    | Sinn Féin                              | 250,388   | 29.02  | 27      | Sin cambios |
|                                    | DUP                                    | 184,002   | 21.33  | 25      | 3           |
|                                    | Alliance                               | 116,681   | 13.53  | 17      | 9           |
|                                    | UUP                                    | 96,390    | 11.17  | 9       | 1           |
|                                    | SDLP                                   | 78,237    | 9.07   | 8       | 4           |
|                                    | TUV                                    | 65,788    | 7.63   | 1       | Sin cambios |
|                                    | Verde                                  | 16,433    | 1.90   | 0       | 2           |
|                                    | Aontú                                  | 12,777    | 1.48   | 0       | Nuevo       |
|                                    | PBP                                    | 9,798     | 1.14   | 1       | Sin cambios |
|                                    | PUP                                    | 2,665     | 0.31   | 0       | Sin cambios |
|                                    | IRSP                                   | 1,869     | 0.22   | 0       | Nuevo       |
|                                    | Trabajadores                           | 839       | 0.10   | 0       | Sin cambios |
|                                    | Alternativa Laborista Intercomunitaria | 602       | 0.07   | 0       | Sin cambios |
|                                    | Socialistas                            | 524       | 0.06   | 0       | Nuevo       |
|                                    | Conservadores                          | 254       | 0.03   | 0       | Sin cambios |
|                                    | Patrimonio                             | 128       | 0.01   | 0       | Nuevo       |
|                                    | Reanudar                               | 13        | 0.00   | 0       | Nuevo       |
|                                    | IU                                     | 25,315    | 2.93   | 2       | 1           |
| Votos nulos/en blanco              | Votos nulos/en blanco                  | 11,078    | 1.27   | –       | –           |
| Total                              | Total                                  | 873,781   | 100.00 | 90      | –           |
| Votantes registrados/participación | Votantes registrados/participación     | 1,373,731 | 63.61  | –       | –           |
| Fuente:[cita requerida]            |                                        |           |        |         |             |

## Formación de gobierno
Luego de las elecciones, el líder del Partido Unionista Democrático Jeffrey Donaldson anunció que bloquearían la formación de gobierno por motivo de su desacuerdo con el Protocolo de Irlanda del Norte. Según el Acuerdo de Viernes Santo, entre otras cosas se dispone que el partido más votados elegirá al Ministro principal y el partido que le sigue en apoyos nombrará al Viceministro principal, aunque en la práctica ambos cargos están en igualdad de autoridad.